# 圣若昂巴蒂斯塔
圣若昂巴蒂斯塔是巴西马拉尼昂州的一个市镇。总面积690.676平方公里，总人口17650人，人口密度25.6人/平方公里。